# Casey McQuiston
Casey McQuiston (Baton Rouge, 21 de janeiro de 1991) é uma personalidade estadunidense que atua na área da escrita de romances do gênero ficção jovem-adulta. Ganhou reconhecimento por seu romance de estreia de 2019 e best-seller do New York Times, Vermelho, Branco e Sangue Azul, em que o filho da primeira presidente dos Estados Unidos se apaixona por um príncipe da Inglaterra, e por seu segundo livro, Última Parada. McQuiston estreou no gênero de ficção jovem-adulta com seu livro Eu Beijei Shara Wheeler, lançado em 3 de maio de 2022. A revista Time incluiu McQuiston na Time 100 de 2022.

## Vida pessoal
McQuiston nasceu em 21 de janeiro de 1991 e cresceu em Baton Rouge, Louisiana, Estados Unidos. Compareceu ao Louisiana State University e recebeu uma licenciatura em Jornalismo. Antes de publicar seu primeiro livro, McQuiston foi freelancer e trabalhou extensivamente na publicação de revistas.
McQuiston é queer e é não binário. McQuiston expressou que escreve comédias românticas sobre pessoas queer porque cresceu frequentando uma escola cristã evangélica conservadora e quer escrever livros que façam pessoas LGBTs se sentirem menos isoladas enquanto são adolescentes.
Além disso, McQuiston sofre de TDAH e isso afeta sua escrita. Diante disso, descreveu seu processo de escrita como "impulsionado por impulso" e freqüentemente escreve cenas de forma não linear. Depois de perder o pai em 2014 e passar por cuidados à saúde mental em 2015, McQuiston voltou a escrever como uma forma de lidar com a situação.
McQuiston viveu anteriormente em Fort Collins, Colorado mas atualmente vive na cidade de Nova Iorque, Nova Iorque com sua poodle, Pepper.

## Carreira
A agente Sara Megibow atualmente representa McQuiston na KT Literary. Além disso, McQuiston compareceu ao Alex Awards de 2020 pelo seu livro de estreia Vermelho, Branco e Sangue Azul.

### Vermelho, Branco e Sangue Azul
Vermelho, Branco e Sangue Azul é um romance queer contemporâneo que segue Alex Claremont-Diaz, um Primeiro Filho fictício dos EUA, à medida que desenvolve sentimentos românticos por Henry, um príncipe inglês, após uma briga que os obriga a fingir uma amizade por controle de danos e fins de relações públicas.
McQuiston teve a ideia para o que se tornaria Vermelho, Branco e Sangue Azul no início de 2016, durante as eleições presidenciais estadunidenses de 2016. Enquanto assistia a uma temporada da série de comédia da HBO Veep e lia a biografia de Hillary Clinton escrita por Carl Bernstein, A Woman In Change: The Life of Hillary Rodham Clinton, e The Royal We de Heather Cocks e Jessica Morgan, McQuiston se fascinou com o estilo de vida extravagante e de alto perfil da realeza e queria escrever sua própria versão sobre uma história com uma família real. Algumas inspirações adicionais por trás de Vermelho, Branco e Sangue Azul incluem All the Truth is Out, de Matt Bai, e Orgulho e Preconceito, de Jane Austen.
McQuiston descreve Vermelho, Branco e Sangue Azul como uma comédia romântica queer e diz que escreveu essa ficção "pela mesma razão que as pessoas heterossexuais escrevem ficção heterossexual", o que significa que McQuiston baseou-se em suas próprias experiências. Para a percepção do protagonista Alex de que ele é bissexual, McQuiston teve inspiração em sua própria experiência. A personagem da fictícia presidente americana Ellen Claremont no romance foi inspirada pela política americana Wendy Davis, cuja obstrução contra um projeto de lei em 2013 comoveu McQuiston.
Como parte de sua pesquisa para Vermelho, Branco e Sangue Azul, McQuiston usou sites como whitehousemuseum.org para estudar os interiores do passado e do presente da Casa Branca que seriam incorporados ao romance.
Em abril de 2019, a Amazon Studios adquiriu os direitos da obra para fazer um filme, com Ted Malawer anexado como roteirista e Berlanti Studios como produtor.
Vermelho, Branco e Sangue Azul foi publicado por St. Martin's Griffin em maio de 2019 e estreou na lista de best-sellers do New York Times Paper Trade Fiction, no número 15. Foi recebido favoravelmente pelos críticos, ganhando uma crítica estrelada de Publishers Weekly, Kirkus, Booklist, Vogue e Vanity Fair.
Foi publicado e traduzido na Argentina, Bolívia, Brasil, Chile, Colômbia, Costa Rica, República Tcheca, República Dominicana, Equador, El Salvador, Alemanha, Guatemala, Honduras, Hungria, México, Nicarágua, Panamá, Paraguai, Peru, Polônia, Suécia, Porto Rico, Romênia, Rússia, Espanha, Uruguai e Portugal.
Vermelho, Branco e Sangue Azul ganhou as categorias de Melhor Romance de estreia e Melhor Romance no 11º Annual Goodreads Choice Awards, tornando-se o único romance a vencer em duas categorias em 2019.
Em entrevistas, McQuiston expressou esperanças de que Vermelho, Branco e Sangue Azul, junto com seus futuros romances, ajudem a empurrar o romance queer para os holofotes. Quando lhe perguntaram sobre seu processo de escrita para este livro, McQuiston disse que sabia desde o início que queria escrever um romance queer, mas não planejou cada personagem antes de começar a escrever. Por exemplo, Henry e Alex foram finalmente escritos como garotos cisgêneros, embora esse não fosse necessariamente o plano desde o início. Além disso, muitos dos personagens em Vermelho, Branco e Sangue Azul foram inspirados por diferentes ideologias políticas e arquétipos em vez de pessoas da vida real. Em entrevistas sobre este romance, McQuiston gosta de dizer que "nenhuma família real ou primeiras famílias foram prejudicadas ao fazer este livro".

### Última Parada
O romance seguinte de McQuiston, Última Parada, foi lançado em 1º de junho de 2021. O livro é "lançado como um Kate & Leopold queer, em que uma jovem de 23 anos viaja de metrô e tenta ajudar outra jovem vinda dos anos 1970, e ela deve fazer tudo ao seu alcance para ajudá-la e tentar não se apaixonar pela jovem perdida no tempo, antes que seja tarde demais". McQuiston se inspirou a fazer o cenário deste livro em um metrô, porque ao usar este transporte público pode-se ter um vislumbre da vida de outra pessoa.
Este livro segue duas jovens adultas que nunca deveriam se encontrar, durante um encontro casual, mas uma está perdida no tempo. August, a protagonista, não acredita no amor e no felizes para sempre. Ela acredita que viver sua vida sozinha é a única maneira até conhecer Jane, seu interesse amoroso que viaja no tempo, no metrô. O metrô rapidamente se torna a parte favorita dos dias de August e ela percebe que precisa fazer tudo ao seu alcance para ajudar a devolver Jane de volta ao seu próprio tempo antes que seja tarde demais. McQuiston queria explorar esta história dentro da comédia romântica porque queria garantir que os personagens obtivessem finais felizes.
Em uma entrevista para a Time, McQuiston expressou que queria criar uma história queer centrada em torno de um elenco queer. McQuiston acha estranho que em muitas narrativas haja apenas um personagem queer, enquanto o resto do elenco de personagens é heterossexual e cisgênero. McQuiston afirma: "Eu sempre pensei que era bobo e irrealista, a ideia de que algumas pessoas heterossexuais têm, que é estatisticamente improvável que mais de uma pessoa gay exista na história".
Última Parada foi colocado em sexto lugar no top dez romances de 2021 da BookPage. O livro também foi indicado para o Goodreads Choice Awards para melhor romance de 2021, ficando em terceiro lugar.

### Eu Beijei Shara Wheeler
O terceiro romance de McQuiston, Eu Beijei Shara Wheeler, foi lançado em 3 de maio de 2022. O livro é o primeiro de McQuiston do gênero de ficção jovem-adulta e é uma comédia romântica ambientada em uma escola cristã no Alabama. A história acompanha Chloe Green depois que ela se muda de SoCal para a Willowgrove Christian Academy. Sua rivalidade pela oradora da turma, Shara Wheeler, leva a um beijo antes que Shara desapareça. Chloe deve se unir aos outros interesses amorosos de Shara para encontrá-la.
McQuiston escreveu o livro na tradição de histórias queer sobre amadurecimento ambientadas em cenários religiosos opressivos do sul, em parte para lidar com seu próprio trauma religioso. McQuiston descreve o livro como "a coisa mais pessoal que já escreveu".